# Campionati mondiali di lotta 2016
I campionati mondiali di lotta 2016 si sono svolti presso la SYMA Sports Centre di Budapest, in Ungheria, dal 10 all'11 dicembre 2016.

## Nazioni partecipanti
Hanno partecipato alla competizione 142 lottatori in rappresentanza di 37 nazioni.
- Algeria (1)
- Armenia (4)
- Austria (2)
- Azerbaigian (6)
- Bielorussia (6)
- Bulgaria (6)
- Canada (2)
- Cina (5)
- Taipei cinese (2)
- Croazia (2)
- Rep. Ceca (2)
- Estonia (1)
- Finlandia (1)
- Francia (4)
- Georgia (4)
- Germania (6)
- Grecia (1)
- Ungheria (6)
- India (6)
- Iran (4)
- Giappone (6)
- Kazakistan (6)
- Kirghizistan (4)
- Moldavia (5)
- Mongolia (4)
- Palau (1)
- Polonia (6)
- Romania (4)
- Russia (6)
- Serbia (2)
- Slovacchia (2)
- Svezia (2)
- Tagikistan (1)
- Turchia (6)
- Ucraina (6)
- Stati Uniti (6)
- Uzbekistan (4)

## Podi

### Lotta libera maschile
| Evento                  | Oro                 | Argento          | Bronzo                 |
| fino a 61 kg (dettagli) | Logan Stieber       | Beka Lomtadze    | Akhmed Chakaev         |
| fino a 61 kg (dettagli) | Logan Stieber       | Beka Lomtadze    | Akhmednabi Gvarzatilov |
| fino a 70 kg (dettagli) | Magomed Kurbanaliev | Nurlan Bekzhanov | Elaman Dogdurbek Uulu  |
| fino a 70 kg (dettagli) | Magomed Kurbanaliev | Nurlan Bekzhanov | Mostafa Hosseinkhani   |

### Lotta greco-romana maschile
| Evento                  | Oro                | Argento         | Bronzo           |
| fino a 71 kg (dettagli) | Bálint Korpási     | Daniel Cataraga | Hasan Aliyev     |
| fino a 71 kg (dettagli) | Bálint Korpási     | Daniel Cataraga | Ilie Cojocari    |
| fino a 80 kg (dettagli) | Ramazan Abacharaev | Aslan Atem      | Jonibek Otabekov |
| fino a 80 kg (dettagli) | Ramazan Abacharaev | Aslan Atem      | László Szabó     |

### Lotta libera femminile
| Evento                  | Oro          | Argento         | Bronzo                    |
| fino a 55 kg (dettagli) | Mayu Mukaida | Irina Ologonova | Aiyim Abdildina           |
| fino a 55 kg (dettagli) | Mayu Mukaida | Irina Ologonova | Davaasükhiin Otgontsetseg |
| fino a 60 kg (dettagli) | Pei Xingru   | Alli Ragan      | Emese Barka               |
| fino a 60 kg (dettagli) | Pei Xingru   | Alli Ragan      | Linda Morais              |

## Medagliere
| Posiz. | Nazione      | Oro | Argento | Bronzo | Totale |
| ------ | ------------ | --- | ------- | ------ | ------ |
| 1      | Russia       | 2   | 1       | 1      | 4      |
| 2      | Stati Uniti  | 1   | 1       | 0      | 2      |
| 3      | Ungheria     | 1   | 0       | 2      | 3      |
| 4      | Cina         | 1   | 0       | 0      | 1      |
| 4      | Giappone     | 1   | 0       | 0      | 1      |
| 6      | Kazakistan   | 0   | 1       | 1      | 2      |
| 7      | Georgia      | 0   | 1       | 0      | 1      |
| 7      | Moldavia     | 0   | 1       | 0      | 1      |
| 7      | Turchia      | 0   | 1       | 0      | 1      |
| 10     | Azerbaigian  | 0   | 0       | 2      | 2      |
| 11     | Canada       | 0   | 0       | 1      | 1      |
| 11     | Iran         | 0   | 0       | 1      | 1      |
| 11     | Kirghizistan | 0   | 0       | 1      | 1      |
| 11     | Mongolia     | 0   | 0       | 1      | 1      |
| 11     | Romania      | 0   | 0       | 1      | 1      |
| 11     | Uzbekistan   | 0   | 0       | 1      | 1      |
| Totale | Totale       | 6   | 6       | 12     | 24     |